# Nemtayé
Nemtayé est un canton québécois situé dans la région administrative du Bas-Saint-Laurent dans la vallée de la Matapédia.  Il fut proclamé officiellement le 7 octobre 1920.  Il couvre une superficie de 20 195 hectares.

## Toponymie
Le toponyme Nemtayé est d'origine micmaque et a pour signification « terrain accidenté ».